# Djéné Barry
Pour les articles homonymes, voir Barry.
Djéné Barry née le 6 février 1982 à Conakry, est une nageuse guinéenne.

## Biographie
Djéné Barry née à Conakry en république de Guinée, est spécialisée dans les épreuves de sprint libre. Elle a participé aux Jeux olympiques d'été de 2008 à Pékin, où elle a terminé quatre-vingt-neuvième au classement général des séries du 50 m nage libre féminin, avec un temps de 39,80 secondes,.